# Ero guro

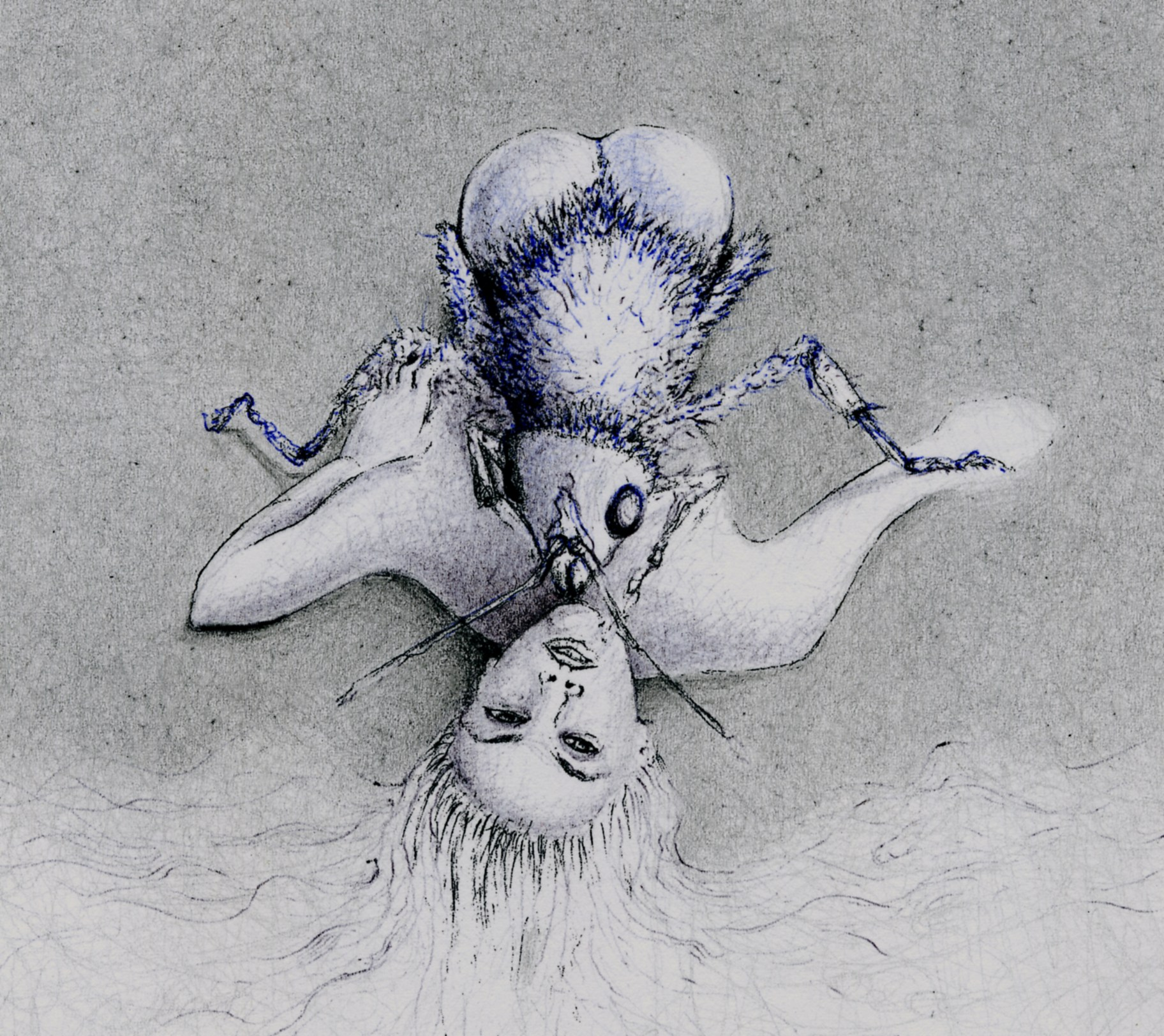
Một ví dụ về Ero gurotesuku nansensu

Ero gurotesuku nansensu (エロ グロテスク ナンセンス erotic grotesque nonsense / khiêu dâm quái dị vô nghĩa) hay ngắn gọn là ero guro (tiếng Nhật: エロ グロ) hoặc guro (tiếng Nhật: グロ), tắt cho gurotesuku (グロテスク grotesque / quái dị) là trường phái nghệ thuật Nhật Bản tập trung mô tả, khắc họa những điều quái dị, bất thường, méo mó, đáng sợ. Chủ đề thường thấy là chết, giết chóc, tự sát, tra tấn, ăn thịt người.

## Lịch sử
Ra đời năm 1860 bởi họa sĩ Tsukioka Yoshitoshi, phát triển mạnh năm 1920-1930 tại Tokyo, guro ảnh hưởng mạnh mẽ đến các nghệ thuật khác như phim, văn học, âm nhạc, manga. Họa sĩ đầu tiên của dòng tranh này là Tsukioka Yoshitoshi, chuyên vẽ shunga (xuân họa) và các tranh khắc gỗ mô tả các hành vi bạo lực. Họa sĩ ukiyo-e Utagawa Kuniyoshi cũng vẽ cảnh bondage, hiếp dâm và đóng đinh trên thập tự. Guro cũng là yếu tố không thể thiếu trong phim kinh dị và phim pinku (khiêu dâm hạng nhẹ) Nhật Bản giai đoạn 1960-1970. Có thể nói phim guro là phim slasher (kinh dị máu me) của Nhật.
Ero guro nansensu, được mô tả như: "hiện tượng văn hóa của tầng lớp tư sản thời hậu chiến nhằm khám phá những thứ lệch lạc, kì lạ, nhố nhăng", phát triển mạnh mẽ trong không gian cởi mở thời Taishou (Đại Chính). Nhà văn Ian Buruma miêu tả bầu không khí xã hội lúc bấy giờ: "lẳng lơ, nhục dục, vô chính phủ, gợi nhớ đến Berlin thời Weimar". Trong chiến tranh thế giới thứ hai, trào lưu này suy giảm nhưng đã phát triển trở lại khi chiến tranh kết thúc, đặc biệt trong manga và âm nhạc. Nhạc guro có sự tương đồng nhất định với nhạc death metal của phương Tây.
Guro kết hợp với hentai tạo thành ero guro (エロ グロ) gồm các tiểu thể loại sukyatto (スキャット / scat / đại tiện), nyou (尿 / urine / tiểu tiện). kanchou (浣腸 / enema / rửa ruột), outo (嘔吐 / vomiting / nôn mửa).